# Idiosoma sigillatum
Idiosoma sigillatum là một loài nhện trong họ Idiopidae.
Loài này thuộc chi Idiosoma. Idiosoma sigillatum được Octavius Pickard-Cambridge miêu tả năm 1870.